# Denis Freney
Denis Freney (* September 1936 in Sydney, Australien; † September 1995, ebenda) war ein australischer Journalist.

## Werdegang
Freney wuchs in Sydneys Vororten Sans Souci and Harbord auf. Er besuchte von 1948 bis 1952 die North Sydney Boys High School und studierte dann auf der University of Sydney von 1953 bis 1955, wo er einen Bachelor of Arts erhielt. Dazu kam 1956 ein Diplom für das Lehramt. Mit 16 Jahren wurde Freney Mitglied der Australian Labor Party (ALP), wechselte aber auf der Universität dann zur Communist Party of Australia (CPA). Als Nikita Sergejewitsch Chruschtschow 1956 Stalin beschimpfte und der sowjetischen Invasion von Ungarn, war Freney von der Partei enttäuscht und schloss sich daraufhin der trotzkistischen Bewegung an.
Ab 1957 arbeitete Freney als Lehrer. Zuerst in der Balgowlah High School. später in Cessnock. 1960 verließ er Australien in Richtung Europa, wo er in verschiedenen Ländern Kontakt mit Mitgliedern kommunistischer Parteien und der trotzkistischen Bewegung aufnahm. Von 1961 bis 1962 besuchte er Südafrika, dann bis 1965 Algerien, wo er mit dem algerischen Pressedienst und Michel Pablo, einem Berater der Regierung und Mitglied der trotzkistischen Vierten Internationale, zusammen arbeitete. 1968 kehrte Freney nach Australien zurück, wo er mithalf, Demonstrationen gegen den Vietnamkrieg zu organisieren. Er organisierte eine Kampagne gegen die Springbok rugby tour der Südafrikanischen Rugby-Nationalmannschaft, was zum Abbruch der sportlichen Kontakte mit Südafrika führte, danach beteiligte er sich an Kampagnen für die Neukaledonien und dem heutigen Vanuatu.
Freney arbeitete als Journalist und von 1970 bis 1976 Redakteur bei der Tribune, dem Magazin der CPA, dann wieder von 1980 bis 1991.
Im Juli 1974 wurde Freney vom timoresischen Unabhängigkeitsaktivisten José Ramos-Horta kontaktiert, als dieser erstmals nach Australien reiste. Portugiesisch-Timor befand sich in Vorbereitung auf die Unabhängigkeit. Ramos-Horta warb in Australien um Unterstützung für das unabhängige Osttimor und die linksgerichtete FRETILIN. Auf seine Einladung hin reiste Freney im Oktober 1974 für zwei Wochen in die portugiesische Kolonie, besuchte er Dili, Baucau und Maubisse und traf weitere FRETILIN-Führer, darunter Nicolau dos Reis Lobato, Ma'huno Bulerek Karathayano, Vicente dos Reis und Alarico Fernandes. Freney gehörte zu den ersten Australiern, die sich für die osttimoresische Unabhängigkeit einsetzten, auch nach Beginn der indonesischen Besatzung. Er baute in Australien die Campaign for the Independence of Timor-Leste CIET auf und organisierte Radiosendungen und half dem in Darwin ansässigen Sender, der bis 1978 in Kontakt mit Radio Maubere stand. Zwischen 1976 und 1979 arbeitete er als Redakteur bei den East Timor News. Alle zwei Wochen gab er den Newsletter East Timor News heraus, den er persönlich auf den Straßen von Sydney verkaufte und bis ins Ausland versandte. Während dieser Zeit wurde Dennis Freney vom australischen Geheimdienst überwacht.
Von 1977 bis 1979 war Freney als Redakteur bei Seli Hoo, einem Magazin der Unabhängigkeitsbewegung von Neukaledonien und Vanuatu. In den 1970er-Jahren verfasste Freney einen der ersten Artikel in Australien, über die Entstehung der militanten schwulen Befreiungsbewegung in New York. Kurz darauf outete er sich selbst als homosexuell und wurde einer der ersten Aktivisten der Schwulenbewegung in Australien.
Freney starb im September 1995 an Krebs.

## Auszeichnungen
Am 27. August 2014 wurde Freney posthum von Staatspräsident Taur Matan Ruak die Collar des Ordem de Timor-Leste verliehen, als Anerkennung seines Einsatzes für die Unabhängigkeit von Osttimor. Den Orden nahm seine Schwester Margaret Millar entgegen.
Nach Freney ist der Denis Freney Memorial Activist Award benannt, der seit 1998 von der East Timor Relief Association ETRA verliehen wird.

## Veröffentlichungen
- A map of days: Life on the left, 1991.

## Filmographie
- The Shadow Over East Timor, 1987 (Regie).